# Bougainvillea
Бугенвилија (Bougainvillea) је род јужноамеричких биљака. Име је добила по адмиралу Француске ратне морнарице, Лују Антоану де Бугенвилу, који је први открио ову биљку у Бразилу 1768. године.